# Pinares del Bajo Alberche
Pinares del Bajo Alberche este o arie protejată (arie specială de conservare — SAC, sit de importanță comunitară — SCI) din Spania întinsă pe o suprafață de 49.853,71 ha, integral pe uscat.

## Localizare
Centrul sitului Pinares del Bajo Alberche este situat la coordonatele 40°30′54″N 4°28′14″W / 40.515°N 4.4706°V.

## Înființare
Situl Pinares del Bajo Alberche a fost declarat sit de importanță comunitară în august 2000 pentru a proteja 17 specii de animale. Situl a fost protejat și ca arie specială de conservare în septembrie 2015.

## Biodiversitate
Situată în ecoregiunea mediteraneană, aria protejată conține 19 habitate naturale: Păduri termofile cu Fraxinus angustifolia, Păduri de stejar galițio-portugheze cu Quercus robur și Quercus pyrenaica, Păduri de pin mediteraneene cu pini mezogeni endemici, Pante stâncoase silicioase cu vegetație casmofită, Păduri de Quercus ilex și Quercus rotundifolia, Dehesas cu Quercus spp. perene, Galerii de Salix alba și de Populus alba, Păduri aluvionare cu Alnus glutinosa și Fraxinus excelsior (Alno-Padion, Alnion incanae, Salicion albae), Formațiuni ierboase bogate în specii de Nardus, dezvoltate pe substraturi silicioase în zone montane (și în zone submontane, în Europa continentală), Formațiuni montane de Cytisus purgans, Cursuri de apă de la nivel de câmpie la nivel montan, cu vegetație Ranunculion fluitantis și Callitricho-Batrachion, Fânețe de joasă altitudine (Alopecurus pratensis, Sanguisorba officinalis), Liziere de ierburi înalte hidrofile de câmpie și de nivel montan până la alpin, Râuri mediteraneene cu debit permanent și vegetație de Glaucium flavum, Lacuri eutrofice naturale cu vegetație de tip Magnopotamion sau Hydrocharition, Roci stâncoase cu vegetație pionieră de Sedo-Scleranthion sau Sedo albi-Veronicion dillenii, Pseudostepă cu ierburi și specii anuale de Thero-Brachypodietea, Matorral arborescenți cu Juniperus spp., Tufărișuri termo-mediteraneene și de pre-deșert.
La baza desemnării sitului se află mai multe specii protejate:
- amfibieni (1): Discoglossus galganoi
- mamifere (5): lupul (Canis lupus), vidră de râu (Lutra lutra), râs iberic (Lynx pardinus), liliac comun (Myotis myotis), liliacul mare cu potcoavă (Rhinolophus ferrumequinum)
- nevertebrate (4): Coenagrion mercuriale, fluturele auriu (Euphydryas aurinia), Euplagia quadripunctaria, rădașcă (Lucanus cervus)
- pești (4): Achondrostoma arcasii, Cobitis paludica, Pseudochondrostoma polylepis, Rutilus alburnoides
- reptile (3): țestoasa de baltă (Emys orbicularis), Lacerta schreiberi, Mauremys leprosa

Pe lângă speciile protejate, pe teritoriul sitului au mai fost identificate 5 specii de plante, 10 specii de amfibieni, 8 specii de mamifere, 1 specie de nevertebrate, 1 specie de pești, 4 specii de reptile.